# Paul Fix
Pour les articles homonymes, voir Fix.
Paul Fix est un acteur et scénariste américain né le 13 mars 1901 à Dobbs Ferry, État de New York, et mort d'une insuffisance rénale aiguë le 14 octobre 1983 à Los Angeles, en Californie (États-Unis).

## Filmographie

### Cinéma

#### Années 1920
- 1925 : Perds pas tes Dollars ! (The Perfect Clown) de Fred C. Newmeyer : Bellhop
- 1926 : Hoodoo Ranch
- 1928 : Le Bateau de nos rêves (The First Kiss) de Rowland V. Lee : Ezra Talbot
- 1929 : L'Isolé (Lucky Star), de Frank Borzage : Joe

#### Années 1930
- 1930 : Ladies Love Brutes de Rowland V. Lee : Slip
- 1930 : Man Trouble (en) de Berthold Viertel : Le gamin armé
- 1931 : The Avenger (en) de Roy William Neill : Juan Murietta
- 1931 : Three Girls Lost, de Sidney Lanfield : Tony Halcomb
- 1931 : The Fighting Sheriff de Louis King : Jack Cameron
- 1931 : The Good Bad Girl de Roy William Neill : Roach
- 1931 : Young as You Feel, de Frank Borzage : Un réceptionniste (non crédité)
- 1931 : Bad Girl, de Frank Borzage : Un père nerveux, dans l'expectative
- 1932 : Free Eats (en) de Ray McCarey : Elvira, chef de la famille de voleurs
- 1932 : Sky Devils
- 1932 : South of the Rio Grande de Lambert Hillyer : Juan Olivarez
- 1932 : The Big Timer (en) d'Edward Buzzell : Fighter
- 1932 : Les Danseurs dans la nuit (Dancers in the Dark) de David Burton : Benny
- 1932 : Scarface, de Howard Hawks : Hood with Gaffney
- 1932 : Révolte à Sing Sing (The Last Mile) de Samuel Bischoff : Werer, cellule 8
- 1932 : Histoire d'un amour (Back Street) de John M. Stahl : Hugo Hack
- 1932 : La vie commence (Life Begins) de James Flood : un père nerveux, dans l'expectative
- 1932 : The Night of June 13th de Stephen Roberts : un reporter
- 1932 : The Racing Strain de Jerome Storm : King Kelly
- 1933 : Gun Law de Lewis D. Collins : Tony Andrews
- 1933 : The Woman Who Dared (en) de Millard Webb
- 1933 : Révolte au zoo (Zoo in Budapest) de Rowland V. Lee : Heinie
- 1933 : Frères dans la mort (Somewhere in Sonora) de Mack V. Wright : Bart Leadly
- 1933 : The Sphinx de Phil Rosen : Dave Werner
- 1933 : Emergency Call de Edward L. Cahn : Dr Mason
- 1933 : The Important Witness de Sam Newfield : Tony
- 1933 : The Avenger de Edwin L. Marin : Vickers
- 1933 : The Devil's Mate (en) de Phil Rosen : Maloney
- 1933 : The Mad Game de Irving Cummings : Lou
- 1933 : Fargo Express de Erle C. Kenton : Mort Dayton, posant comme Mort Clark
- 1934 : The Crosby Case de Edwin L. Marin : un ingénieur
- 1934 : Et demain ? (Little Man, what now ?), de Frank Borzage : Lauderback
- 1934 : Le Comte de Monte-Cristo (The Count of Monte Cristo), de Rowland V. Lee : Un citoyen en colère
- 1934 : Rocky Rhodes de Alfred Raboch : Joe Hilton
- 1934 : The World Accuses de Charles Lamont : John Weymouth
- 1934 : Le Cavalier du désert (The Westerner) de William Wyler : un voleur qui confesse
- 1935 : The Crimson Trail de Alfred Raboch : Paul
- 1935 : Mutiny Ahead de Thomas Atkins : Teeter
- 1935 : Imprudente Jeunesse (Reckless), de Victor Fleming : un homme sur le cheval mécanique
- 1935 : The Desert Trail de Lewis D. Collins : Jim
- 1935 : Let 'em Have It (en) de Sam Wood : Sam
- 1935 : Brigade spéciale (Men Without Names) de Ralph Murphy : The Kid
- 1935 : Ne pariez pas sur les blondes (Don't Bet on Blondes) de Robert Florey : l'homme pariant 2 500 $ sur Caprice
- 1935 : His Fighting Blood (en) de John English : Phil Elliott, le frère de tom
- 1935 : The Throwback (en) de Ray Taylor : Spike Travis
- 1935 : Valley of Wanted Men de Alan James : Mike Masters
- 1935 : The Eagle's Brood (en) de Howard Bretherton : Steve
- 1935 : Bar 20 Rides Again (en) de Howard Bretherton : un bourreau Gila
- 1935 : Millions in the Air de Ray McCarey : Hank (the Drunk)
- 1935 : Bulldog Courage (en) de Sam Newfield : Bailey
- 1936 : Je n'ai pas tué Lincoln (The Prisoner of Shark Island) de John Ford : David Herold
- 1936 : Bridge of Sighs de Phil Rosen : Harrison Courtney, Jr. aka Harry West
- 1936 : Mon ex-femme détective (The Ex-Mrs. Bradford) de Stephen Roberts : Lou Pender
- 1936 : Navy Born de Nate Watt : Joe Vezie
- 1936 : Les Chemins de la gloire (The Road to Glory) de Howard Hawks : Rigaud
- 1936 : Charlie Chan aux courses (Charlie Chan at the Race Track) de H. Bruce Humberstone : Lefty
- 1936 : 36 Hours to Kill : un gangster
- 1936 : Straight from the Shoulder de Stuart Heisler : Trigger Benson
- 1936 : Yellowstone de Arthur Lubin : Dynamite
- 1936 : Phantom Patrol de Charles Hutchison : Jo-Jo Regan
- 1936 : Le Billet fatal (Two in a Crowd) de Alfred E. Green :
- 1936 : Fifteen Maiden Lane de Allan Dwan : un agitateur
- 1936 : Le Doigt qui accuse (The Accusing Finger) de James P. Hogan : John 'Twitchy' Burke
- 1936 : Wanted: Jane Turner de Edward Killy : le bourreau de Crowley
- 1936 : Sous les ponts de New York (Winterset) d'Alfred Santell : Joe
- 1936 : The Plot Thickens de Ben Holmes : Joe, le chauffeur
- 1936 : Nick, gentleman détective (After the thin Man) de W. S. Van Dyke : Phil Byrnes, dit Ralph West
- 1937 : Woman in Distress de Lynn Shores (en) : Joe Emery
- 1937 : Sa dernière carte (Her Husband Lies) d'Edward Ludwig : Lefty Harkis
- 1937 : L'Homme qui terrorisait New York (King of Gamblers) de Robert Florey : Charlie
- 1937 : Armored Car de Lewis R. Foster : Slim
- 1937 : Border Cafe de Lew Landers : Doley Dolson
- 1937 : It Can't Last Forever de Hamilton MacFadden : Mikey
- 1937 : Âmes à la mer (Souls at Sea), de Henry Hathaway : Un violoniste
- 1937 : On Such a Night de Ewald André Dupont : Maxie Barnes
- 1937 : La Grande Ville (Big City) de Frank Borzage : le gardien
- 1937 : The Game That Kills de D. Ross Lederman : Dick Adams
- 1937 : Hot Water de Frank R. Strayer : Horner
- 1937 : Marie Walewska (Conquest) de Clarence Brown : un soldat paumé
- 1937 : Paid to Dance de Charles C. Coleman : Nifty
- 1937 : Mannequin de Frank Borzage : Smooch Hanrahan
- 1937 : La Fille de Shanghai (Daughter of Shanghai) de Robert Florey : Miles
- 1938 : Les Flibustiers (The Buccaneer) de Cecil B. DeMille : Le Pirate mourant
- 1938 : Penitentiary de John Brahm : Bunch
- 1938 : Walking Down Broadway de Norman Foster : Un homme dans le Baccarat Club Bar
- 1938 : When G-Men Step In de Charles C. Coleman : Clip Phillips
- 1938 : Monsieur Moto sur le ring (Mr. Moto's Gamble) de James Tinling : Un gangster
- 1938 : The Saint in New York de Ben Holmes : Phil Farrell, portier au Silver Club
- 1938 : Crime Ring de Leslie Goodwins : Slim
- 1938 : La Foule en délire (The Crowd Roars)  de Richard Thorpe : Joe, le garde du corps de l'entrepôt
- 1938 : Smashing the Rackets (en) de Lew Landers : Maxie
- 1938 : King of Alcatraz de Robert Florey : Miller
- 1938 : The Night Hawk de Sidney Salkow : Spider
- 1938 : Crime Takes a Holiday de Lewis D. Collins : Louie
- 1938 : Secrets of a Nurse de Arthur Lubin : Smiley
- 1939 : Disbarred de Robert Florey : le largueur de bombes
- 1939 : Star Reporter, de Howard Bretherton : Clipper
- 1939 : Almost a Gentleman (en) de Leslie Goodwins : un kidnappeur
- 1939 : Code of the Streets de Harold Young : Tommy Shay
- 1939 : Undercover Doctor de Louis King : Monk Jackson
- 1939 : The Girl and the Gambler (en) de Lew Landers : Charlie
- 1939 : Heritage of the Desert, de Henry Hathaway : Chick Chance
- 1939 : Édition de minuit (News Is Made at Night) de Alfred L. Werker : Joe Luddy
- 1939 : They All Come Out, de Jacques Tourneur : Vonnie
- 1939 : Behind Prison Gates de Charles Barton : Petey Ryan
- 1939 : Mutiny on the Blackhawk de Christy Cabanne : Jock, un marin
- 1939 : Wall Street Cowboy (en) de Gerald Geraghty : Un serveur
- 1939 : Those High Grey Walls de Charles Vidor : Rossignol
- 1939 : Heroes in Blue : un bourreau
- 1939 : Two Thoroughbreds de Jack Hively : le maître d'écurie

#### Années 1940
- 1940 : Vendredi 13 (Black Friday) d'Arthur Lubin : William Kane
- 1940 : Le Cargo maudit (Strange Cargo), de Frank Borzage : Benet
- 1940 : Outside the Three-Mile Limit : Bill Swanson
- 1940 : La Caravane héroïque (Virginia City), de Michael Curtiz : l'homme de main de Murrell
- 1940 : Docteur Cyclope (Dr Cyclops), de Ernest B. Schoedsack : Dr Mendoza
- 1940 : The Crooked Road : Nick Romero
- 1940 : Le Mystère du château maudit (The Ghost Breakers), de George Marshall : Frenchy Duval
- 1940 : Les Bas-fonds de Chicago (Queen of the Mob) de James Patrick Hogan : le leader du gang dans le garage
- 1940 : Black Diamonds : Matthews, inspecteur des mines
- 1940 : Triple Justice (en) de David Howard : Fred Cleary
- 1940 : Glamour for Sale : Louis Manell
- 1940 : Sur la piste des vigilants (Trail of the Vigilantes) : Lefty
- 1940 : The Fargo Kid (en) d'Edward Killy : Deuce Mallory
- 1940 : The Great Plane Robbery (en) de Lewis D. Collins : Nick Harmon
- 1941 : Roar of the Press : Sparrow' McGraun
- 1941 : Citadel of Crime de George Sherman : Gerro
- 1941 : Histoire inachevée (Unfinished Business), de Gregory La Cava : Un reporter
- 1941 : Mob Town : Monk Bangor
- 1941 : ''Down Mexico Way (en) de Joseph Santley : Davis
- 1941 : Ennemis publics (Public Enemies) : Scat
- 1941 : A Missouri Outlaw de George Sherman : Mark Roberts
- 1942 : That Other Woman : Un dur à cuire
- 1942 : Jail House Blues : Danny
- 1942 : South of Santa Fe (en) : Joe Keenan, aka Harmon
- 1942 : Sleepytime Gal : Johnny Gatto
- 1942 : Dudes Are Pretty People : Billy (cowhand)
- 1942 : Alias Boston Blackie (en) de Lew Landers : Steve Caveroni
- 1942 : Kid Glove Killer : Allison Stacy
- 1942 : Escape from Crime : Dude Merrill
- 1942 : Highways by Night (en) de Peter Godfrey : Gabby
- 1942 : Youth on Parade : Nick Cramer
- 1942 : Hitler--Dead or Alive : Joe 'The Book' Conway
- 1942 : Dr. Gillespie's New Assistant : un mari
- 1942 : La Fièvre de l'or noir (Pittsburgh) de Lewis Seiler : Burnside
- 1943 : Sherlock Holmes et l'Arme secrète (Sherlock Holmes and the Secret Weapon) de Roy William Neill : Mueller
- 1943 : Mug Town : Marco
- 1943 : Bombardier (Bombardier) : Un grand type
- 1943 : Captive Wild Woman : Gruen
- 1943 : Petticoat Larceny : Louie
- 1943 : The Unknown Guest : Fain
- 1943 : La Ruée sanglante (In Old Oklahoma ou War of the Wildcats) d'Albert S. Rogell : Cherokee Kid
- 1944 : Alerte aux marines (The Fighting Seabees) d'Edward Ludwig : Ding Jacobs
- 1944 : L'Amazone aux yeux verts (Tall in the Saddle) d'Edwin L. Marin : Bob Clews
- 1945 : Grissly's Millions : Lewis Bentley
- 1945 : La Belle de San Francisco (Flame of Barbary Coast), de Joseph Kane : Calico Jim
- 1945 : Retour aux Philippines (Back to Bataan) d'Edward Dmytryk : Bindle Jackson
- 1945 : La Femme du pionnier (Dakota) de Joseph Kane : Carp
- 1947 : L'Ange et le Mauvais Garçon (Angel and the Badman) de James Edward Grant : Mouse Marr
- 1947 : Taïkoun (Tycoon) de Richard Wallace : Joe
- 1948 : La Rivière rouge (Red River) de Howard Hawks : Teeler Yacey
- 1948 : Ange en exil (Angel in Exile) d'Allan Dwan : Carl Spitz
- 1948 : The Plunderers : Calico
- 1948 : Les Pillards (The Plunderers), de Joseph Kane
- 1948 : L'Enfer de la corruption (Force of Evil) d'Abraham Polonsky : Bill Ficco
- 1948 : Le Réveil de la sorcière rouge (Wake of the Red Witch) d'Edward Ludwig : Antonio 'Ripper' Arrezo
- 1949 : Hellfire (en) de R. G. Springsteen : Dusty Stoner
- 1949 : Le Bagarreur du Kentucky (The Fighting Kentuckian) de George Waggner : Beau Merritt
- 1949 : La Charge héroïque (She Wore a Yellow Ribbon) de John Ford : Le trafiquant d'armes
- 1949 : L'Homme de Kansas City (Fighting Man of the Plains) d'Edwin L. Marin : Kansas Yancey

#### Années 1950
- 1950 : Cœurs enflammés (Surrender), d'Allan Dwan : député Williams
- 1950 : La Ruée vers la Californie (California Passage), de Joseph Kane : Whalen
- 1951 : Les Rebelles du Missouri (The Great Missouri Raid) : Sgt. Brill
- 1951 : La Dame et le Toréador (Bullfighter and the Lady), de Budd Boetticher : Joseph Jamison
- 1951 : Le Sentier de l'enfer (Warpath), de Byron Haskin : Pvt. Fiore
- 1952 : Les Rivaux du rail (Denver and Rio Grande) : ingénieur Moynihan
- 1952 : Deux Durs à cuire (What Price Glory), de John Ford : Gowdy
- 1952 : Big Jim McLain, d'Edward Ludwig : voix de Chauncey
- 1952 : Ride the Man Down : Ray Cavanaugh
- 1953 : Star of Texas : Luke Andrews
- 1953 : Toutes voiles sur Java (Fair Wind to Java), de Joseph Kane : Wilson
- 1953 : Le Météore de la nuit (It Came from Outer Space), de Jack Arnold : le conseiller
- 1953 : La Nuit sauvage (Devil's Canyon) : Davis, le garde de la tour
- 1953 : Aventure dans le Grand Nord (Island in the Sky), de William A. Wellman : Wally Miller
- 1953 : Hondo, l'homme du désert (Hondo), de John Farrow : major Sherry
- 1954 : Johnny Guitare (Johnny Guitar), de Nicholas Ray : Eddie
- 1954 : Écrit dans le ciel (The High and the Mighty), de William A. Wellman : Frank Briscoe
- 1955 : Le Renard des océans (The Sea Chase), de John Farrow : Max Heinz
- 1955 : L'Allée sanglante (Blood Alley), de William A. Wellman : Mr. Tso
- 1955 : Top of the World : Maj. French
- 1956 : La corde est prête (Star in the Dust), de Charles F. Haas : député Mike MacNamara
- 1956 : Santiago, de Gordon Douglas : Trasker
- 1956 : La Mauvaise Graine (The Bad Seed), de Mervyn LeRoy : Richard Bravo
- 1956 : Je reviens de l'enfer (Toward the Unknown) : Lt. Gen. Bryan Shelby
- 1956 : Géant (Giant) : Dr Horace Lynnton
- 1956 : Man in the Vault : Herbie
- 1956 : Stagecoach to Fury : Tim O'Connors
- 1957 : Le Survivant des monts lointains (Night Passage), de James Neilson : Clarence Feeney
- 1957 : Le Salaire du diable (Man in the Shadow) de Jack Arnold : Herb Parker
- 1957 : Le Virage du diable (The Devil's Hairpin) : Doc
- 1957 : Les espions s'amusent (Jet Pilot), de Josef von Sternberg : Maj. Rexford
- 1958 : The Notorious Mr. Monks : Benjamin Monks
- 1958 : C'est la guerre (Lafayette Escadrille), de William A. Wellman : un général
- 1959 : Guns, Girls, and Gangsters : Lou Largo

#### Années 1960
- 1962 : Du silence et des ombres (To Kill a Mockingbird), de Robert Mulligan : juge Taylor
- 1964 : À l'Ouest du Montana (Mail Order Bride) : shérif Jess Linley
- 1964 : L'Outrage (The Outrage), de Martin Ritt : un Indien
- 1965 : Le Sillage de la violence (Baby the Rain Must Fall), de Robert Mulligan : juge Ewing
- 1965 : Les Prairies de l'honneur (Shenandoah), d'Andrew V. McLaglen : Dr Tom Witherspoon
- 1965 : Les Quatre Fils de Katie Elder (The Sons of Katie Elder) de Henry Hathaway : shérif Billy Wilson
- 1966 : Marqué au fer rouge (Ride Beyond Vengeance) de Bernard McEveety : Hanley
- 1966 : Sans foi ni loi (Incident at Phantom Hill) : gén. Hood
- 1966 : Nevada Smith, de Henry Hathaway : Shérif Bonnell
- 1966 : An Eye for an Eye : Brian Quince
- 1966 : El Dorado, de Howard Hawks : Dr Miller
- 1967 : Le Ranch de l'injustice (The Ballad of Josie) : Alpheus Minick, père de Whit
- 1967 : Frontière en flammes (Welcome to Hard Times), de Burt Kennedy : major Munn C.S.A.
- 1968 : Day of the Evil Gun : Sheriff Kelso
- 1969 : La Vengeance du shérif  (Young Billy Young) : Charlie
- 1969 : Les Géants de l'Ouest (The Undefeated), d'Andrew V. McLaglen : Gen. Joe Masters

#### Années 1970
- 1970 : Zabriskie Point, de Michelangelo Antonioni : Le propriétaire du bar
- 1970 : Un beau salaud (Dirty Dingus Magee) : Crazy Blanket, père d'Anna
- 1971 : Rio Verde (Something Big), d'Andrew V. McLaglen : Soleil jaune, le chef indien
- 1971 : Quand siffle la dernière balle (Shoot Out), de Henry Hathaway : Brakeman
- 1972 : Les Rongeurs de l'apocalypse (Night of the Lepus), de William F. Claxton : shérif Cody
- 1973 : Pat Garrett et Billy le Kid (Pat Garrett & Billy the Kid), de Sam Peckinpah : Pete Maxwell
- 1973 : Les Cordes de la potence (Cahill U.S. Marshal), d'Andrew McLaglen : le vieil homme hors-la-loi
- 1978 : Grayeagle : Loup courant
- 1979 : Wanda Nevada : Texas Curly

### Télévision
- 1950 : The Lone Ranger (série télévisée) : Silk, chef de gang
- 1952 : Racket Squad (en) (série télévisée) : Charles Cooper
- 1953-1954 : Les Aventures de Superman (série télévisée) : Ollie / Fingers
- 1954 : The Adventures of Falcon (série télévisée) : Paul Cann / Amos Daly
- 1956, 1964-1965 et 1967 : Gunsmoke (série télévisée) : McCready / Sam Bartell / Greenwood Sr. / Doc Lacey / Sloan
- 1957 : Cavalcade of America (en) (série télévisée) : Mr. Barton
- 1957 : Playhouse 90 (série télévisée) : Dr Shaw
- 1957 : Wire Service (série télévisée) : Thompson
- 1957 : The Restless Gun (série télévisée) : Burnett
- 1957 : Meet McGraw (série télévisée) : Wells
- 1957 : The Court of Last Resort (série télévisée) : Warden Avery
- 1957-1958 : Tales of Wells Fargo (série télévisée) : Lt. General Phil Sheridan / sénateur Claymore
- 1957-1958, 1961 et 1963 : Perry Mason (série télévisée) : procureur Jonathan Hale
- 1958 : Northwest Passage (série télévisée) : Joe Waters
- 1958 : Colt. 45 (série télévisée) : Frank Wilson Sr.
- 1958 : Sugarfoot (série télévisée) : Jim Bradshaw
- 1958 : La Flèche brisée (Broken Arrow) (série télévisée) : Jess Teague
- 1958 : The Texan (en) (série télévisée) : Bert Gorman
- 1958 : Bronco (série télévisée) : Tom McNally
- 1958, 1962 et 1964 : La Grande Caravane (Wagon Train) (série télévisée) : Jake / Amos Billings / Sean Bannon
- 1958-1963 : L'Homme à la carabine (The Rifleman) (série télévisée) : marshal Micah Torrance
- 1959 : Lawman (série télévisée) : Pop Marraday
- 1959 : Rawhide (série télévisée) : Ellis Williams
- 1959 : Law of the Plainsman (série télévisée) : Mr. Coleman
- 1959 et 1965 : Lassie (série télévisée) : Sam Snow / Jake Palmer
- 1960 : This Man Dawson (série télévisée) : Al Daniels
- 1960 : Riverboat (série télévisée) : président Zachary Taylor
- 1961 : The Best of the Post (série télévisée) : cap. Yountly
- 1961 : Dante (série télévisée) : Ramsey Collins
- 1961 : Laramie (série télévisée) : Davey
- 1961 : Shannon (série télévisée) : Royer
- 1963 : Les Hommes volants (Ripcord) (série télévisée) : Josh Parker
- 1963 : Have Gun - Will Travel (série télévisée) : shérif Stinchcomb
- 1963 : Sam Benedict (série télévisée) : Jason Hewitt
- 1964 : Les Voyages de Jaimie McPheeters (The Travels of Jaimie McPheeters) (série télévisée) : un shérif
- 1964 : La Quatrième Dimension (The Twilight Zone) (série télévisée) : épisode Un matin noir (I Am the Night - Color Me Black) de Abner Biberman (saison 5, épisode 26) : Colbey
- 1964 : Kentucky Jones (série télévisée) : juge Perkins
- 1964 : Slattery's People (série télévisée) : Jonas Ewing
- 1964 : Le Fugitif (The Fugitive) (série télévisée) : Dan Morgan
- 1964, 1967 et 1970 : Le Virginien (The Virginian) (série télévisée) : Ebberly Packis / Dr Hinton / Arnold Boyle
- 1965 : Le Vagabond (The Littlest Hobo) (série télévisée) : Doc Grady
- 1965 : Match contre la vie (Run for Your Life) (série télévisée) : Joseph Farrell
- 1965 : Profiles in Courage (série télévisée) : William Brownlow
- 1965, 1967 et 1969 : La Grande Vallée (The Big Valley) (série télévisée) : Greene / Brahma / Ben Abbott
- 1965, 1969-1970 et 1973 : Sur la piste du crime (The F.B.I.) (série télévisée) : Willard Oberley / Chester Cranford / Matt Williams / Farrell
- 1966 : A Man Called Shenandoah (série télévisée) : Sam Winters
- 1966 : Star Trek (série télévisée) : épisode Où l'homme dépasse l'homme Dr Mark Piper
- 1966 : Au cœur du temps (The Time Tunnel) (série télévisée) : Henderson
- 1966 : Voyage au fond des mers (Voyage to the Bottom of the Sea) (série télévisée) : Sam Burke
- 1966-1967 : Les Mystères de l'Ouest (The Wild Wild West) (série télévisée) : Vieux chef / juge Blake
- 1966 et 1969 : Daniel Boone (série télévisée) : Quonab / Chef Grand Ours
- 1967 : Judd for the Defense (série télévisée) : juge House
- 1967 : Winchester '73 (téléfilm) : Ben McAdam
- 1967-1968 : Chaparral (série télévisée) : Cochise
- 1967-1968 : The Guns of Will Sonnett (série télévisée) : Olenhaussen / Buck Cobb
- 1967 et 1971 : Bonanza (série télévisée) : Barney / Buford Sturgis
- 1968-1969 : Au pays des géants (série télévisée) : Dr Brulle
- 1969 : Les Bannis (The Outcasts) (série télévisée) : un vieil homme
- 1969 : Les Règles du jeu (The Name of the Game) (série télévisée) : juge O'Connor
- 1969 : Cent filles à marier (Here Come the Brides) (série télévisée) : Caleb Balter
- 1969 : Secrets of the Pirates' Inn (téléfilm) : Vern Padgett
- 1969 et 1971 : Disney Parade (série télévisée) : Vern Padgett / Cap' n Pierre
- 1970 : Cher oncle Bill (Family Affair) (série télévisée) : Ted Patterson
- 1970 : The Young Lawyers (série télévisée) : juge Benjamin
- 1970 : The House on Greenapple Road (téléfilm)
- 1970 : L'Homme de fer (Ironside) (série télévisée) : Cripple
- 1971 : Storefront Lawyers (série télévisée) : Jedediah
- 1971 : Owen Marshall, Counselor at Law (en) (série télévisée) : Dr Mel Woodruff
- 1971 : Longstreet (série télévisée) : Dan Schirmer
- 1971 et 1973 : Opération Danger (Alias Smith and Jones) (série télévisée) : Tom Hansen / Clarence Bowles / Bronc
- 1972 : Mannix (série télévisée) : Johnny Gunnarson
- 1972 et 1975 : Emergency! (série télévisée) : Gus Williams / Maxwell Hart
- 1973 : Doris comédie (The Doris Day Show) (série télévisée) : sénateur George Bergson
- 1973 : Set This Town on Fire (téléfilm) : sénateur Porter
- 1973 et 1975: Les Rues de San Francisco (The Streets of San Francisco) (série télévisée) : Wade Tillman / Dr White
- 1974 : L'Homme qui valait trois milliards (The Six Million Dollar Man) (série télévisée) : Joe Taylor
- 1974 : La Famille des collines (The Waltons) (série télévisée) : sénateur Lucas Avery
- 1974 : Doc Elliot (série télévisée) : Gus Turners
- 1974-1975 : Barnaby Jones (série télévisée) : Amos Barringer / Alfred Sturmer / Jack Tattnal
- 1975 : Lincoln (série télévisée) : juge Thomas
- 1975 : Guilty or Innocent: The Sam Sheppard Murder Case (téléfilm) : le juge suprême
- 1976 : Switch (série télévisée) : un shérif
- 1976 : Ellery Queen, à plume et à sang (Ellery Queen) (série télévisée) : cap. Benjamin Blake
- 1977 : The City (Téléfilm) : Jed Haynes
- 1977-1978 : La Conquête de l'Ouest (How the West Was Won) (série télévisée) : Portagee
- 1978 : Just Me and You (téléfilm) : le vieil homme
- 1978 : Deux cent dollars plus les frais (The Rockford Files) (série télévisée) : Joseph Tooley
- 1979 : The Rebels (téléfilm)
- 1979 : Hanging by a Thread (téléfilm) : Rogers
- 1979 : Quincy (série télévisée) : Jason Randall

### Scénariste
- 1944 : L'Amazone aux yeux verts (Tall in the Saddle)
- 1954 : Les Géants du cirque (Ring of Fear)